# Station Pomas
Station Pomas is een spoorwegstation in de Franse gemeente Pomas.